# زهره بیگم قاضی
زهره بیگم قاضی Zohra Begum Kazi (15 اکتبر 1912) – ۷ نوامبر ۲۰۰۷) اولین پزشک زن مسلمان بنگالی بود. به او جوایزی چون نشان پاکستان (۱۹۶۴)، بیگم روکیا پاداک (۲۰۰۲) و اکوشی پادک (۲۰۰۸) اهدا شد.